# 가가미 세이라
카가미 세이라(加賀美 セイラ 또는 加賀美 聖良 / Seira Kagami, 1987년 6월 13일 ~ )는 일본의 패션모델, 가수, 배우이다. 도쿄 도 출신. 어뮤즈 소속. 배우로 활동할 때는 '카가미 세이라(加賀美 聖良)'를 사용하며 다른 활동에서는 '카가미 세이라(加賀美 セイラ)'를 사용하고 있다.

## 인물
- 폴란드 혈통의 퀘벡계 캐나다인 아버지와 일본인 어머니 사이에 태어났다.
- 2000년 패션모델로 데뷔한다. 2001년에 방영된 "빠빠빠빤!"라는 목소리와 함께 웨딩드레스 차림으로 등장한 리크루트 제크와 J-PHONE의 광고 모델로 주목을 모았다. 이 CM 이후 각 미디어에 주목하고 앞으로의 활약을 기대하고 있었지만 학업을 우선 임시 연예 활동을 중단하고 캐나다 온타리오에 있는 토론토 대학교에 진학하였다.
- 2007년에 원래 좋아했던 노래와 연기를 살린 활동을 위해 토론토 대학교를 휴학하고 귀국했다. 싱글 앨범 〈카레이도 스코프 / 고독의 히카리〉로 가수 데뷔.

## 출연

### 애니메이션
- 2007년 ~ 2008년 《마인탐정 네우로》 - 아야 에이지아 목소리

### 드라마
- 2011년 《내가 연애할 수 없는 이유》 - 마루야마 루미 역

### 광고
- 글리코 유업 - 푸친푸딩 (2001년)
- 리쿠르트 - 젝시 (2001년)
- J-PHONE (2002년)
- 모스버거 - 태양샌드 (2004년)
- 쇼와셸석유 하이오쿠가솔린 - 셸퓰러 (2005년)
- 학교법인 요시다학원 뷰티스테이지 전문학교
- 가네보화장품 - freeplus (2008년)
- 맥도날드 - 시나몬 메르츠 (2008년)
- 코카콜라 미닛메이드 - 리모나다 (2009년)
- 휴먼 트러스트 (2009년)

### 인터넷 무비
- 깨끗하고 그립게, 아름답게 (2007년 7월 ~ 9일)

### 이미지 DVD
- Seira 세이라 Seira (2011년 1월 26일)

### 패션쇼
- 도쿄 걸즈컬렉션
- 고베 컬렉션
- 삿포로 컬렉션
- 센다이 컬렉션

### 외
- 아기곰 베어방 (2009년, NTV)
- J문학 (2010년 3월 30일 ~ , NHK 교육 텔레비전)
- 일팔견전 - 어패럴 업계 (2011년 6월 2일, NHK 종합 텔레비전)

## 음반 목록

### 싱글
1. 카레이도 스코프 / 고독의 히카리 (2007년 10월 24일)
2. roundabout / 마음에 컬러풀 (2008년 1월 23일)
3. Summer Day & Night / Star Sand (2008년 6월 25일)
4. First Sight (2008년 11월 21일)

### 앨범
1. IdeAnimation (2009년 1월 21일)
2. Celebration (2009년 4월 22일)

1. FLOWER SHOWER (2010년 8월 4일)
  - cargo×seira로 발매한 보컬 앨범.

### 아날로그반
1. Celebration (2009년 4월 24일)